# الجمعية السعودية لأمراض وجراحة الجلد
الجمعية السعودية لأمراض وجراحة الجلد (SSDDS) هي منظمة علمية تأسست في عام 1989، بهدف رفع بمستوى تخصص طب الأمراض الجلدية وجراحة الجلد في السعودية، وهي الجمعية الجلدية الوحيدة في المملكة وتمولها الحكومة، يرأس مجلس إدارتها الدكتور سامي بن ناصر السويدان.

## الأهداف والأنشطة

### دراسات وأبحاث
تقوم الجمعية بدراسات وأبحاث تتعلق بأمراض الجلد والوقاية منها، وخصوصا المستعصية منها والتي تستوطن السعودية، وتتنوع الأبحاث فمنها بحوث أساسية ومعملية، وبحوث اكلينيكية، وبحوث مسحية مجتمعية، وبحوث الأطباء المتدربين، وبحوث التعاون الدولي.

### مؤتمرات وندوات
تنظم الجمعية بشكل سنوي المؤتمرات الدولية، وتفعّل الندوات وورش العمل المتخصصة بالإضافة إلى إقامة المؤتمرات والندوات العلمية المحلية وتفعيل دور الأطباء المتدربين في برامج التدريب في السعودية.

### حملات توعوية
تنطلق حملات توعوية بأمراض الجلد، والعناية بالجلد بإدارة وتنظيم الجمعية مثل حملة (بشرتك صحتك) التي انطلقت في عام 2017  وحملة التوعية بمرض الصدفية.

### مجلة علمية
يصدر عن الجمعية مجلة نصف شهرية مطبوعة وإلكترونية، مختصة بكل ما يتعلق بالجلد.

## نادي الطلبة
يتبع الجمعية نادي الطلبة وهو منظمة طلابية غير ربحية تم تأسيسه من قبل طلاب وطالبات جامعة الملك سعود، بهدف تكوين مجتمع مكون من طلبة الطب المهتمين بعلم الأمراض الجلدیة من كلیات ومناطق المملكة وبناء شبكة تواصل فيما بينهم.

### المهام
يقوم أعضاء النادي بتنظيم محاضرات تعريفية عن تخصص طب الأمراض الجلدية بدءاً من العلوم الأساسية، ومروراً ببرامج الزمالة والتخصصات الدقيقة وانتهاءاً بالمهنة، كما يشاركون في إقامة وتنظیم برامج التثقیف الصحي، وإقامة الحملات التوعویة عبر وسائل التواصل الاجتماعي.